# Marco Antonio Amulio
Marco Antonio Amulio (Veneza, 12 de fevereiro de 1506 - Roma, 17 de março de 1572), foi um cardeal do século XVII.

## Biografia
Nasceu em Veneza em 12 de fevereiro de 1506. patrício veneziano. Segundo filho de Francesco di Alvise Amulio e Laura Michiel. Os outros filhos eram Alvise, Lorenzo, Elena, Giovanna, Maria e Marina. Seu primeiro nome também consta como Marcantonio; e como Marc Antonio; e seu sobrenome como Da Mula. A família pode ter descendido do rei Amulio da Albânia.
Concluiu seus estudos humanísticos em Veneza. Em 1519 seu pai levou Marco Antonio consigo para Capodistria, onde foi podestà . Posteriormente, estudou Direito na Universidade de Pádua, obtendo o doutorado.
Embaixador veneziano perante o imperador Carlos V; mais tarde, antes do rei Felipe II da Espanha; e finalmente, perante a Santa Sé. O papa pretendia nomeá-lo bispo de Verona, mas a República de Veneza se opôs à promoção; ele foi chamado de volta a Veneza e somente por causa do forte protesto do papa foi reintegrado.
Criado cardeal diácono no consistório de 26 de fevereiro de 1561; recebeu o chapéu vermelho e o título de S. Marcello, em 10 de março de 1561.
Ordenado em 17 de março de 1561. Nessa mesma data optou pela ordem de cardeais sacerdotes.
Eleito bispo de Rieti, 23 de novembro de 1562. Consagrado (nenhuma informação encontrada). Participou do Concílio de Trento, 1562-1563; implementou em sua diocese suas reformas. Bibliotecário da Santa Igreja Romana, 1565-1572. Não participou do conclave de 1565-1566, que elegeu o Papa Pio V. Com os cardeais Giovanni Girolamo Morone e Alessandro Farnese, iuniore, foi encarregado de fazer todos os preparativos necessários contra os turcos. Juntamente com o cardeal Michele Ghislieri, foi delegado para receber a profissão de fé de Abdisit, da Ordem de São Pacômio, patriarca dos caldeus, que veio a Roma para expressar sua obediência ao papa. Foi um ilustre orador e homem de letras e contava com Pietro Bembo, Bernardo Tasso, Pietro Aretino, l'Aretino e Giangiorgio Trissino entre seus amigos. Fundado em Prato della Valle, Pádua, o Collegio Amulio e também a Compagnia del Gran Nome di Dio para ajudar os órfãos e os filhos dos pobres.
Morreu em Roma em 17 de março de 1572. Seu corpo foi inicialmente colocado na igreja de S. Iacopo degli Spagnoli; e posteriormente foi transferido para Veneza e sepultado na sacristia da igreja de S. Giobbe, dos Franciscanos Observantes. Em seu testamento, escrito em 17 de janeiro de 1566, o cardeal dedicou a maior parte de seus bens à criação de um colégio em Pádua, no Prato della Valle (atual Loggia Amulea), onde os alunos eram hospedados para estudar Direito, durante cinco anos. anos; deviam pertencer aos Da Mula ou, na falta destes, a outras casas a eles ligadas por parentesco. A fundação permaneceu viva até a queda da República de Veneza.